# Templo de Porto Alegre, Brasil
El templo de Porto Alegre es uno de los templos construidos y operados por la Iglesia de Jesucristo de los Santos de los Últimos Días, el número 102 puesto en operaciones por la iglesia, el tercer templo construido en Brasil y el número 34 —y último— dedicado en 2000 alrededor del mundo, ubicado sobre una colina en el distrito de Vila Jardim a lo largo de un río y el puerto por el que recibe su nombre la ciudad de Porto Alegre, capital del estado Río Grande del Sur y uno de los principales puertos del país. Para el 2009 la iglesia había dedicado en Brasil cinco templos. El templo de Manaus, que fue anunciado en 2007, será el sexto templo en Brasil.
El templo de Porto Alegre fue construido con granito blanco extraído del estado de Ceará, con un diseño modificado del clásico pináculo único, una estructura muy similar a los que tienen otros templos construidos en el año 2000, incluyendo el Templo de Asunción (Paraguay) y el Templo de Montevideo (Uruguay). El templo de Porto Alegre tiene un total de 990 metros cuadrados de construcción, contando con dos salones para las ordenanzas SUD y dos salones de sellamientos matrimoniales.

## Historia
La Iglesia de Jesucristo de los Santos de los Últimos Días tuvo sus inicios en Brasil en 1927, haciendo proselitismo en una pequeña comunidad alemana llamada Joinville, bautizando al primer converso dos años después, el 14 de abril de 1929. La historia de la Iglesia de Jesucristo de los Santos de los Últimos Días en la ciudad de Curitiba se remonta a junio de 1933, creándose el primer distrito con menos de 500 fieles en 1960 y la primera estaca en 1973.
Durante la primera mitad del siglo XX, la noción de un templo en Porto Alegre era muy distante, sin embargo, la obra genealógica y vicaria iba siendo enviada para los templos en los Estados Unidos a fin de realizar las ceremonias del templo por los fallecidos brasileños. En 1975, el entonces presidente de la iglesia SUD Spencer W. Kimball anunció los planes para la construcción del templo de Sao Paulo, dedicándose en 1978 y creando un despertar entre los miembros en general de Brasil para la obra del templo. Sin embargo, debido al costo y la distancia, algunas familias en el sur de Brasil, incluyendo el estado de Río Grande del Sur, solo estaban en condiciones de viajar una vez a Sao Paulo. A menudo, las familias no podían asistir a las bodas del templo de sus hijos. Con la dedicación de los templos en Recife, Campinas y Porto Alegre y pronto el templo de Manaus, todas las familias SUD en Brasil tendrán acceso más cercano a un templo. 
Pese a las fuertes inundaciones provocadas por las lluvias registradas a menudo en el estado brasileño de Río Grande del Sur que han causado la muerte de varias personas y daños a casas y otras estructuras, el templo aún no se ha visto dañado por las aguas. En el folclore mormón, ello es evidencia de intervención divina.

## Dedicación
La construcción del templo en Porto Alegre fue anunciada públicamente en la Conferencia General de la iglesia SUD de octubre de 1997 por el entonces presidente de la iglesia, Gordon B. Hinckley. La ceremonia de la primera palada tuvo lugar el 10 de marzo de 1999, presidida por James E. Faust, entonces uno de los miembros del cuerpo gobernante de la iglesia, el Quórum de los Doce Apóstoles y a ella asistieron más de 3.500 personas. El día anterior se realizó la ceremonia de la primera palada del templo de Campinas, la tercera vez que dos templos recibieran la primera palada en días subsiguientes.
El templo SUD de Porto Alegre fue dedicado para sus actividades eclesiásticas en cuatro sesiones, el 17 de diciembre de 2000, por el entonces presidente de la iglesia Gordon B. Hinckley. Con anterioridad a ello, del 2 al 9 de diciembre de ese mismo año, la iglesia permitió un recorrido público de las instalaciones y del interior del templo al que asistieron más de 25.000 visitantes. Unos 7.590 devotos a la iglesia e invitados asistieron a la ceremonia de dedicación, que incluye una oración dedicatoria. Durante los servicios de la dedicatoria, el apóstol mormón James E. Faust, quien había sido misionero en su juventud en Porto Alegre, dijo que en ese entonces sólo había seis miembros de la Iglesia en toda la ciudad, entre los cuales había una joven llamada Olga Bing Biehl, que había sido bautizada el 17 de diciembre de 1938. La dedicación del templo de Porto Alegre se fijó para el 17 de diciembre 62 años después del bautismo de la joven, quien participó en las sesiones dedicatorias del templo.
El templo de Porto Alegre fue el templo número 43 construido con especificaciones de menores proporciones con el fin de completar la meta del entonces presidente de la iglesia Gordon B. Hinckley de tener construidos 100 templos alrededor del mundo para fines del año 2000. Siendo el templo 102 dedicado por la iglesia, sobrepasó la meta del total de 100 templos a nivel mundial anticipados para fines de 2000. Al igual que otros 35 templos, el templo de Porto Alegre cuenta con 10 700 pies cuadrados (994,1 m²) de construcción.
El templo de Porto Alegre es utilizado por más de 60 mil miembros de la iglesia SUD repartidos en 27 estacas afiliadas a la iglesia en el estado de Río Grande del Sur, principalmente los municipios de Alegrete, Bagé, Cachoeira do Sul, Canoas, Caxias do Sul, Gramado, Gravataí, Novo Hamburgo, Pelotas, Quaraí, Santana do Livramento, Santo Ângelo, São Leopoldo, Uruguayana, entre otros. Siendo el templo 102 dedicado por la iglesia, sobrepasó la meta del total de 100 templos en operaciones a nivel mundial anticipados para fines de 2000.